# دوست خان
دوست خان (به هندی: Khaan Dost) فیلمی محصول سال ۱۹۷۶ و به کارگردانی دولال گوها است. در این فیلم بازیگرانی همچون راج کاپور، شاتورگان سینها، میتو موکرجی، یوگتا بالی ایفای نقش کرده‌اند.